# Olympische Sommerspiele 1992/Teilnehmer (Tonga)
| Gelbes Symbol für Goldmedaillen mit stilisierten Olympischen Ringen | Graues Symbol für Silbermedaillen mit stilisierten Olympischen Ringen | Braundes Symbol für Bronzemedaillen mit stilisierten Olympischen Ringen |
| ------------------------------------------------------------------- | --------------------------------------------------------------------- | ----------------------------------------------------------------------- |
| —                                                                   | —                                                                     | —                                                                       |

Tonga nahm an den Olympischen Sommerspielen 1992 in Barcelona, Spanien, mit einer Delegation von fünf Sportlern (allesamt Männer) teil.

## Teilnehmer nach Sportarten

### Gewichtheben
- Uasi Vi Kohinoa
Mittelgewicht: 31. Platz

### Leichtathletik
- Tolutaʻu Koula
100 Meter: Vorläufe

- Mateaki Mafi
200 Meter: Vorläufe

- Paeaki Kokohu
400 Meter: Vorläufe

- Homelo Vi
Zehnkampf: 26. Platz